# Tony Graham
Tony Graham, né le 29 octobre 1956 à Los Angeles, est un ancien joueur de tennis professionnel américain.

## Biographie
Durant sa carrière sportive, il a notamment remporté deux tournois en double, le premier associé à Bruce Nichols (en), le second à Matt Mitchell. Sa meilleure performance en simple a été une finale perdue en 1981 au tournoi de Stowe.
Son meilleur classement en simple a été atteint en 1982 avec un 138e rang mondial.
Son meilleur classement en double a été atteint en 1983 avec un 204e rang mondial.

## Palmarès

### Finale en simple messieurs
| No | Date       | Nom et lieu du tournoi            | Catégorie | Dotation | Surface    | Vainqueur       | Score    |  |
| -- | ---------- | --------------------------------- | --------- | -------- | ---------- | --------------- | -------- |  |
| 1  | 10-08-1981 | Tournoi de tennis de Stowe, Stowe |           | 75 000 $ | Dur (ext.) | Brian Gottfried | 6-3, 6-3 |  |

#### Titres en double messieurs
| No | Date       | Nom et lieu du tournoi           | Catégorie  | Dotation | Surface      | Partenaire    | Finalistes                 | Score         |  |
| -- | ---------- | -------------------------------- | ---------- | -------- | ------------ | ------------- | -------------------------- | ------------- |  |
| 1  | 25-02-1980 | Tournoi de tennis de Lagos Lagos |            | 50 000 $ | Terre (ext.) | Bruce Nichols | Kjell Johansson Leo Palin  | 6-3, 0-6, 6-3 |  |
| 2  | 29-09-1981 | Island Holidays Pro Tennis Maui  | Grand Prix | 50 000 $ | Dur (ext.)   | Matt Mitchell | John Alexander Jim Delaney | 6-3, 3-6, 7-6 |  |

### Finale en double messieurs
| No | Date       | Nom et lieu du tournoi          | Catégorie | Dotation | Surface    | Vainqueurs                | Partenaire   | Score    |  |
| -- | ---------- | ------------------------------- | --------- | -------- | ---------- | ------------------------- | ------------ | -------- |  |
| 1  | 05-01-1981 | Benson and Hedges Open Auckland |           | 50 000 $ | Dur (ext.) | Ferdi Taygan Tim Wilkison | Bill Scanlon | 7-5, 6-1 |  |